# Brephidium exilis
Brephidium exilis hay Brephidium exile) là một trong những bướm ngày nhỏ nhất thế giới và là loài bướm ngày nhỏ nhất ở Bắc Mỹ. Nó có sải cánh khoảng một nửa inch.

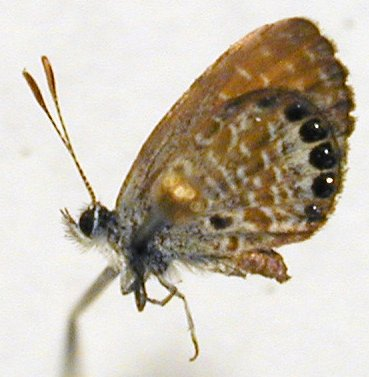

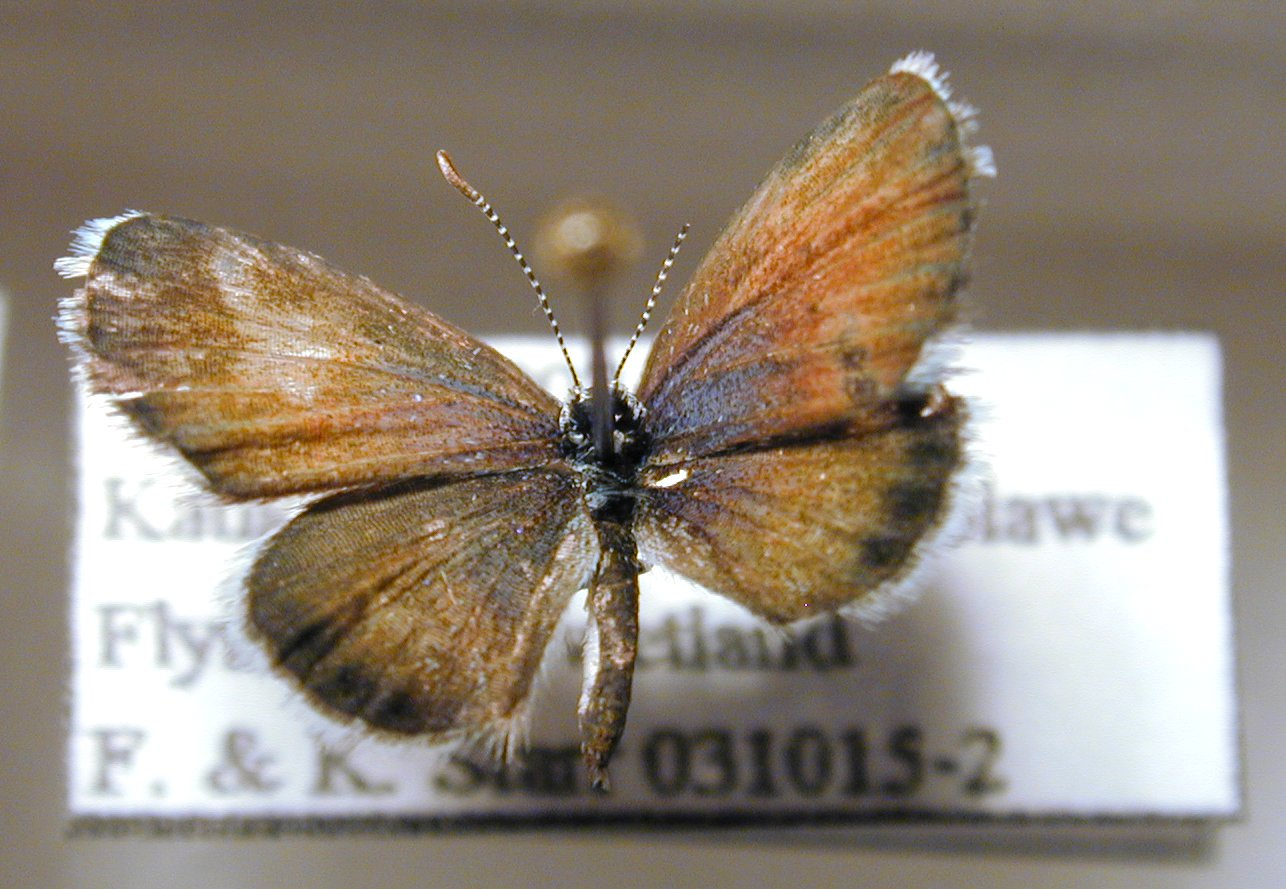

## Hình ảnh

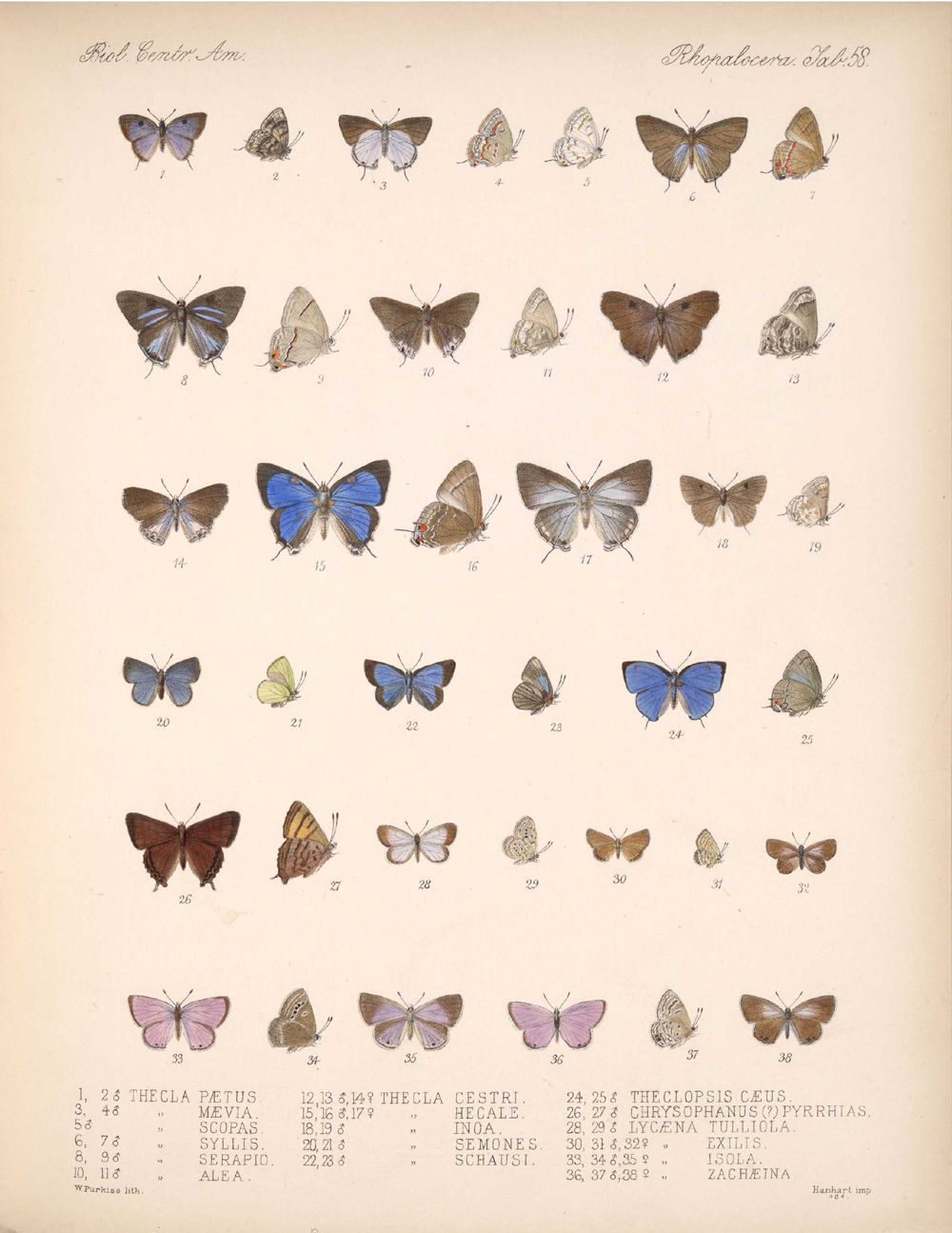
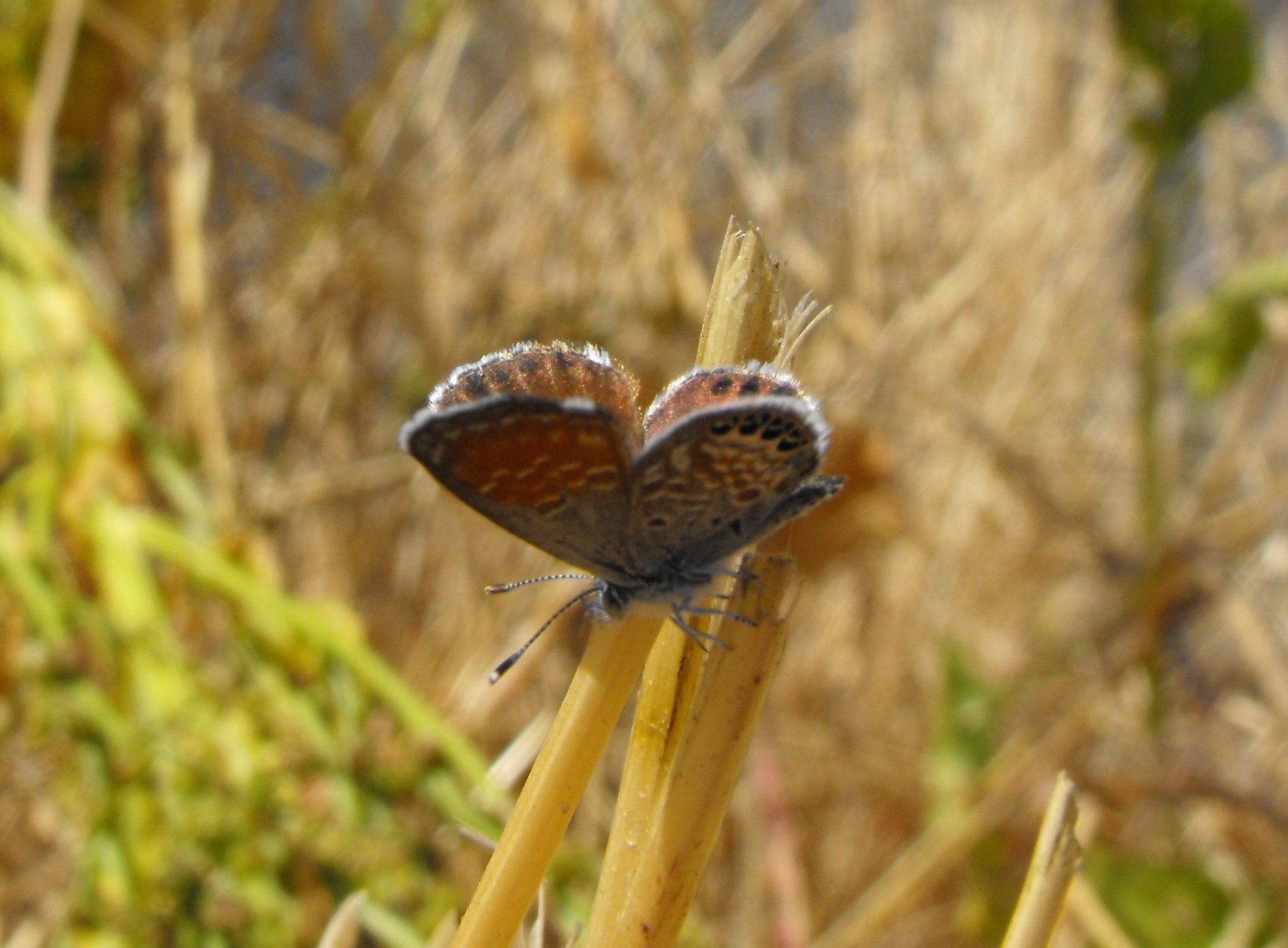
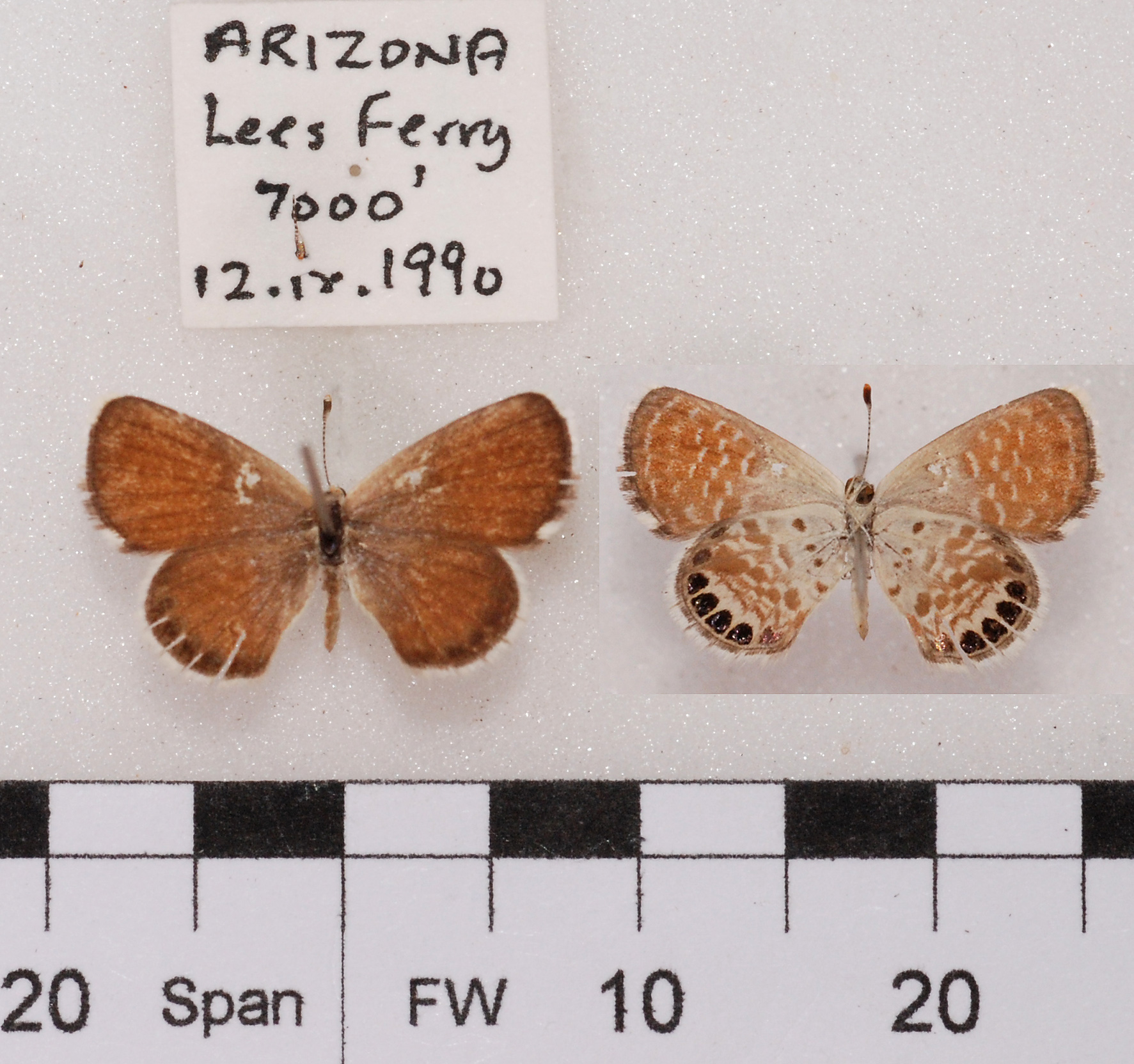
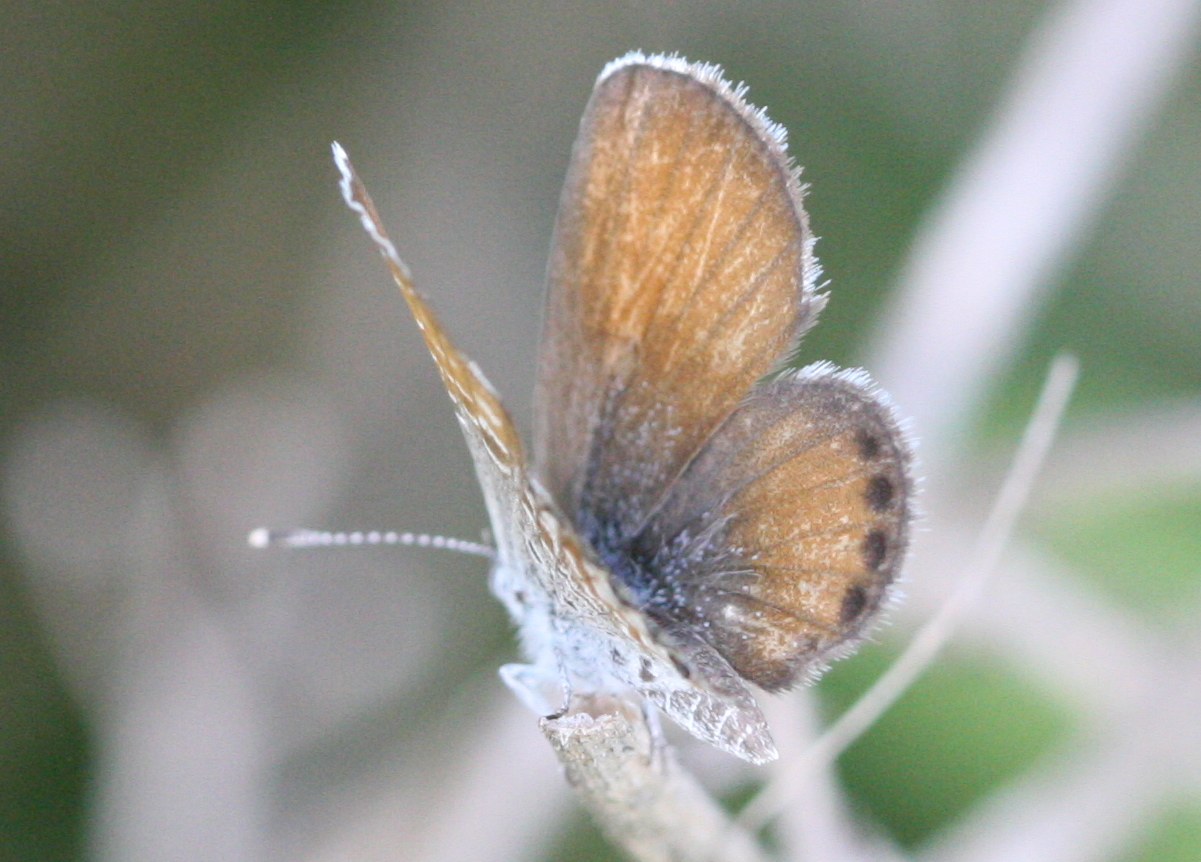